# بلونس
بلونس (به آلمانی: Blons) یک منطقهٔ مسکونی در اتریش است که در ناحیه بلودنتس واقع شده‌است. بلونس ۱۴٫۸۸ کیلومتر مربع مساحت دارد ۹۰۳ متر بالاتر از سطح دریا واقع شده‌است.